# West Row
West Row är en by och civil parish i West Suffolk i Suffolk i England. Byn är belägen 4 km från Mildenhall. Skapad 1 april 2019 (CP).